# Вонк, Фрек
Фрек Вонк (родился 24 февраля 1983 года) — голландский биолог, специализирующийся на герпетологии с особым интересом к змеиному яду.

## Биография
Вонк родился в Дордрехте, Нидерланды. Когда ему было 22 года, его цитировали в статье голландской телевизионной программы Северное сияние (Noorderlicht). В 2006 году он стал соавтором статьи в Nature. Он написал свою первую собственную статью в «Litteratura Serpentium» в 2007 году и был номинирован на «Academische Jaarprijs» (премия за учебный год).
В 2008 году он получил стипендию для выдающихся талантов в размере 180 000 евро от Нидерландской организации научных исследований (Nederlandse Organisatie voor Wetenschappelijk Onderzoek) (Голландский научный фонд). Вонк появился в нескольких телевизионных и радиопрограммах, включая «De Wereld Draait Door», «GIEL» и «Vroege Vogels». Он делал телевизионные шоу для National Geographic Channel и Discovery Channel. В августе 2011 года голландская телевизионная программа «Uitgesproken» транслировала целый эпизод о Вонке и его любимом варане Йохане.
С июня 2011 года Вонк каждые две недели пишет колонку в журнале «Tros Kompas» под названием «Freeks dierenwereld» (животный мир Фрика). В сентябре 2012 года Вонк защитил докторскую диссертацию на тему «Развитие змей и поиск яда змей» в Лейденском университете.
С 2014 года Вонк является послом Фонда Future For Nature Foundation, который поддерживает молодых, талантливых и амбициозных защитников природы, приверженных защите диких животных и растений.
Вонк является профессором в Амстердамском свободном университете 5 лет. Он связан с Отделением химии и фармацевтических наук. Вонк уделяет особое внимание природным токсинам для лечения и использования в качестве лекарств.

## Личная жизнь
С начала 2013 по май 2015 Вонк состоял в отношениях с телеведущей Эвой Йинек, будучи гостем одного из её ток-шоу.